# Рогачёвка (Орловская область)
Рогачёвка — деревня в Новодеревеньском районе Орловской области России.

## Физико-географическая характеристика
Расположена в 104 км восточнее краевого центра, на берегу реки Любовша, около деревень Удеревка Первая, Домны, Сергеевка, Залесная, а также села Судбище. Высота над уровнем моря — 236 м.

## Часовой пояс
Деревня Рогачёвка, как и вся Орловская область, находится в часовой зоне МСК (московское время). Смещение применяемого времени относительно UTC составляет +3:00.

## Население
| 2010 |
| ---- |
| 25   |